# Південносахарські степи та рідколісся
Південносахарські степи та рідколісся, також відомі як пустеля Південної Сахари, — екорегіон у складі біому пустель і чагарників Північної Африки. 
Ця смуга є перехідним регіоном між надпосушливим центром Сахари (екорегіон пустеля Сахара) на півночі та більш вологим Сахелем на півдні.

У доісторичні часи на луках після опадів паслись мігруючі газелі та інші копитні. 
В історичні часи надмірний випас домашньої худоби призвів до деградації пасовищ.

Незважаючи на назву екорегіону, у цьому районі мало «рідколісь»; ті, що існують, як правило, це акація та чагарники вздовж річок і у ваді.

## Розташування та опис
Екорегіон охоплює 1 101 700 км² в Алжирі, Чаді, Малі, Мавританії, Нігері та Судані. 
Простягається на схід і захід через континент у вигляді смуги, утворюючи перехід між надпосушливою пустелею Сахара на півночі та луками і саванами Сахель на півдні.

## Клімат
Клімат екорегіону — спекотний напівпосушливий клімат (Класифікація кліматів Кеппена (BSh)). 
Цей клімат характерний для степів зі спекотним літом і прохолодною або м’якою зимою, мінімальною кількістю опадів.
Середня температура найхолоднішого місяця вище 0°C 

Рухи внутрішньотропічної зони конвергенції (ITCZ) приносять літні дощі у липні та серпні, що є в середньому від 100 до 200 мм, але сильно змінюються з року у рік. 
Ці дощі підтримують літні пасовища, рідколісся та чагарники вздовж сезонних водотоків.

## Флора і фауна
Майже 99% території регіону займає гола земля або рідкісна рослинність, яка залежить від рідкісних опадів. 
Зазвичай це трави Eragrostis, Aristida, Stipagrostis, Tribulus, Heliotropium та Pulicaria. 
Характерними видами дерев є Vachellia tortilis, Vachellia flava, Balanites aegyptiaca та Maerua crassifolia. 
Уздовж південного краю розташовані степи з Panicum turgidum.
Серед фауни варто відзначити: Addax nasomaculatus, Gazella leptoceros, Gazella dorcas, Gazella dama, Hyaena hyaena, Acinonyx jubatus, Lycaon pictus, Struthio camelus.

## Заповідники
- Національний резерват Аїр та Тенере[en], у Нігері.
- Фауністичний заповідник Ваді Ріме — Ваді Ахім[en], у Чаді.